# Classe Fama
Le unità della Classe Fama, armate con 64 cannoni, furono classificate dall'Armada veneziana come fregate grosse.

## Storia
La costruzione della prima unità della classe, la Fama fu autorizzata dal Senato, e la nave venne impostata presso l'Arsenale l’8 giugno 1782 sotto la direzione del Proto dei Marangoni Domenico Giacomazzo.. Questo tipo di unità, caratterizzate da una grande potenza di fuoco e da dimensioni paragonabili ad un vascello di primo rango della Classe Leon Trionfante, erano costruite con un sistema denominato ”ad ordinata doppia” adottato nel 1780 sotto l’impulso dell'ammiraglio Angelo Emo che a quell’epoca svolgeva i compiti di Ammiraglio dell’Arsenale.
L'unità fu varata il 31 marzo 1784, ed entrò in servizio nell'Armata Grossa il 19 maggio successivo sotto il comando del Capitano ordinario Iseppo Stalimene. Con il ruolo di nave ammiraglia fu assegnata alla squadra navale che, al comando dell'ammiraglio Emo, salpò dal canale di Malamocco nel 1784 per attaccare i porti tunisini da cui partivano i pirati barbareschi per le loro incursioni.
Dopo la caduta della Repubblica di Venezia, avvenuta il 12 maggio 1797, la Fama fu catturata dai francesi a Corfù il 23 dello stesso mese, insieme alle rimanenti unità della Divisione del Levante e ribattezzata Dubois . La seconda unità, la Gloria Veneta, venne catturata a Venezia ed immessa in servizio con il nome di Banel.
Altre due unità, catturate quasi complete sugli “squeri” dell'Arsenale, furono varate rispettivamente il 2 e il 29 ottobre 1797, ed entrarono in servizio nella marina francese con il nome di Stengel e Beyrand. Una quinta unità, solo parzialmente danneggiata dal sacco dell'arsenale compiuto dai soldati francesi, venne varata nel 1804 su ordine della autorità austriache e completata in quello stesso anno con il nome di Diamante.

## Navi della classe
| Nome          | Arsenale | Costruzione | Storia | Fine |
| Fama          | Venezia  | 1782-1784   | Prima unità della classe, partecipò alla campagna contro i pirati barbareschi come nave ammiraglia del Comandante Straordinario della navi Angelo Emo. | Catturata dai francesi a Corfù il 23 maggio 1797.                                                       |
| Gloria Veneta | Venezia  | 1792-1794   | Entrata in servizio nel maggio 1794, non prese parte ad azioni di rilievo.                                                                             | Catturata dai francesi a Venezia nel maggio 1797.                                                       |
| Stengel       | Venezia  | -1797       | Catturata dai francesi sugli “squeri” dell'Arsenale di Venezia praticamente completa ed immessa subito in servizio.                                    | Catturata dagli austriaci nelle vicinanze di Ancona nel 1799.                                           |
| Beyrand       | Venezia  | -1797       | Catturata dai francesi sugli “squeri” dell'Arsenale di Venezia praticamente completa ed immessa subito in servizio.                                    | Catturata dagli austriaci ad Ancona nel 1799, fu successivamente demolita presso l'Arsenale di Venezia. |
| Diamante      | Venezia  | -1804       | Catturata dai francesi sugli “squeri” dell'Arsenale di Venezia parzialmente completa, fu parzialmente danneggiata dagli stessi                         | Trovata dagli austriaci sugli scali dell'Arsenale, fu completata nel 1804 e demolita nel 1825.          |

### Annotazioni
1. ↑  Domenico Giacomazzo era discendente da una famosa famiglia di costruttori che operava presso l'Arsenale da molto tempo.

### Fonti
1. 1 2 3 4 5  http://www.veneziamuseo.it/ARSENAL/schede_arsenal/fregate.htm.
2. 1 2 3  Levi 1896, p. 38.
3. ↑  Levi 1896, p. 50.
4. ↑  Levi 1896, p. 52.
5. 1 2  Levi 1896, p. 42.